# How Long Will They Mourn Me?
«How Long Will They Mourn Me?» — четвертий сингл американського реп-гурту Thug Life з їхнього дебютного студійного альбому Thug Life: Volume 1, виданий 27 червня 1995 р. Пісню присвячено Kato, вбитому учаснику гурту. У 1998 трек потрапив до посмертної компіляції Тупака Greatest Hits. На композицію існує відеокліп.

## Список пісень
Сторона А
1. «How Long Will They Mourn Me?» (Clean Version) — 4:11
2. «How Long Will They Mourn Me?» (Instrumental) — 4:09

Сторона Б
1. «How Long Will They Mourn Me?» (LP Version) — 3:52
2. «Str8 Ballin'» (Clean Version) — 5:03